# معجزه (فیلم ۱۹۹۲)
معجزه (به انگلیسی: Chamatkar) فیلمی هندی در سبک کمدی است که در سال ۱۹۹۲ منتشر شرد.

## بازیگران
- نصیرالدین شاه
- شاهرخ خان
- اورمیلا ماتوندکار
- تینو آناند
- شامی کپور